# Elisabeth Huguenin
Julie Elisabeth Huguenin, née le 23 mai 1885 au Locle et décédée le 30 avril 1970 à Saint-Aubin-Sauges, est une pédagogue et féministe suisse.

## Biographie
À la mort soudaine de sa mère, institutrice, suivie de peu par son père, horloger, en 1890, Elisabeth Huguenin et ses frères et sœurs se retrouvent dans une situation précaire. Elle a dix-huit ans lorsque, poussée par son frère Pierre qui souhaite la voir gagner son indépendance financière, elle devient institutrice de campagne, d'abord aux Cernets puis aux Hauts-Geneveys. Logée sur place par la famille Gesell, elle découvre un mode de vie plus souple que celui, très protestant, dans lequel elle a grandi. Après cinq années passées aux Hauts-Geneveys, elle aspire à élargir ses horizons. Elle s'inscrit alors à la Faculté des lettres de l'Université de Neuchâtel et y suit, notamment, les cours du psychologue et pédagogue Pierre Bovet. Dans la région, rares sont encore les femmes à suivre une formation supérieure. Cette expérience au sein d'un milieu masculin en partie hostile à sa présence affermit son désir d'individualité, même si, comme elle l'écrira, elle devine déjà que celle-ci ne se gagnera probablement qu'au détriment d'une vie conjugale.
Elisabeth Huguenin n'a que trente ans lorsque, licence en poche, elle quitte le canton de Neuchâtel pour l'Allemagne où elle devient professeur de français à l'école de l'Odenwald (Hesse). Là, elle découvre les méthodes d'enseignement actives du pédagogue allemand Paul Geheeb. Durant les années qui suivent son retour d'Allemagne, en 1921, elle fréquente diverses institutions mettant en œuvre la pédagogie nouvelle: l'École Vinet (Lausanne), l'École des Roches (Verneuil-sur-Avre), l'École de la Pelouse (Bex), le collège de Normandie, l'École d'humanité (Hasliberg) et d'autres encore. Elisabeth Huguenin œuvre aussi au sein de différentes institutions sociales, notamment à la Maison d'Observation du service social de l'enfance (Paris) qu'elle dirige entre 1932 et 1939. Elle dirige en 1935-1937 l’institut Juillerat du Petit-Bossey (école active à Bossey, proche de Céligny).
Disciple des pionniers de l'éducation moderne, elle est l'auteur de plusieurs ouvrages de pédagogie dont "La Coéducation des sexes" qui reçoit, en 1930, le prix Lucerna. Elle s'est aussi engagée pour la cause des femmes à travers des textes tels que "La Femme seule" ou "La Femme devant son destin". De plus, elle a publié des articles dans la presse romande, notamment pour la Gazette de Lausanne et Coopération. Son autobiographie, restée inédite mais conservée à la Bibliothèque publique et universitaire de Neuchâtel, témoigne de son remarquable parcours personnel. Adepte de Jung, elle a aussi tenu, à la fin de sa vie, de nombreux cahiers de rêves.

## Publications
- Elisabeth Huguenin, Paul Geheeb et la libre communauté scolaire de l'Odenwald : une expérience moderne d'éducation, Genève, Ed. du Bureau international des écoles nouvelles, 1923.
- Elisabeth Huguenin, La Coéducation des sexes : expériences et réflexions, Neuchâtel ; Paris : Delachaux & Niestlé, 1929.
- Elisabeth Huguenin, Éducation et culture d'après Kerschensteiner, Paris, Flammarion, 1933.
- Elisabeth Huguenin, Les Enfants moralement abandonnés, [Juvisy], Éditions du Cerf, 1936.
- Elisabeth Huguenin, Mission de la femme, Neuchâtel, Éditions de La Baconnière, 1940.
- Elisabeth Huguenin, La Femme devant son destin, Neuchâtel, Éditions de La Baconnière, 1942.
- Elisabeth Huguenin, L'Éducation de la femme, Neuchâtel, Éditions de La Baconnière, 1945.
- Elisabeth Huguenin, Femmes de demain, Neuchâtel, Éditions de la Baconnière, 1946.
- Elisabeth Huguenin, La Femme seule, Neuchâtel, Éditions de la Baconnière, 1946.
- Elisabeth Huguenin, "Les Femmes suisses dépendent de la générosité des hommes", Le Mouvement féministe, 14 septembre 1946, Vol.34 (714), p.64.
- Elisabeth Huguenin, "Femmes de demain", Le Mouvement féministe, 22 mars 1947, Vol.35 (727), p.23.
- Elisabeth Huguenin, La Femme à la recherche de son âme, Neuchâtel, Éditions de La Baconnière, [1949].